# غريغ ويليامسون (شاعر)
غريغ ويليامسون (بالإنجليزية: Greg Williamson)‏ هو شاعر أمريكي، ولد في 1964.